# Честобродица (Пожега)
Честобродица је насеље у Србији у општини Пожега у Златиборском округу. Према попису из 2022. било је 190 становника.

## Демографија
У насељу Честобродица живи 276 пунолетних становника, а просечна старост становништва износи 45,8 година (45,1 код мушкараца и 46,5 код жена). У насељу има 111 домаћинстава, а просечан број чланова по домаћинству је 2,95.
Ово насеље је у потпуности насељено Србима (према попису из 2002. године), а у последња три пописа, примећен је пад у броју становника.
|  |

| Демографија | Демографија | Демографија |
| Година      | Становника  | Становника  |
| ----------- | ----------- | ----------- |
| 1948.       | 556         |             |
| 1953.       | 542         |             |
| 1961.       | 521         |             |
| 1971.       | 474         |             |
| 1981.       | 432         |             |
| 1991.       | 396         | 391         |
| 2002.       | 327         | 358         |

| Етнички састав према попису из 2002.‍ | Етнички састав према попису из 2002.‍ | Етнички састав према попису из 2002.‍ | Етнички састав према попису из 2002.‍ | Етнички састав према попису из 2002.‍ |
| ------------------------------------ | ------------------------------------ | ------------------------------------ | ------------------------------------ | ------------------------------------ |
|                                      |                                      |                                      |                                      |                                      |
| Срби                                 | Срби                                 |                                      | 327                                  | 100,0%                               |
| непознато                            | непознато                            |                                      | 0                                    | 0,0%                                 |

| Година пописа     | 1948. | 1953. | 1961. | 1971. | 1981. | 1991. | 2002. |
| ----------------- | ----- | ----- | ----- | ----- | ----- | ----- | ----- |
| Број домаћинстава | 107   | 109   | 106   | 113   | 110   | 116   | 111   |

| Број чланова      | 1  | 2  | 3  | 4  | 5  | 6 | 7 | 8 | 9 | 10 и више | Просек |
| ----------------- | -- | -- | -- | -- | -- | - | - | - | - | --------- | ------ |
| Број домаћинстава | 22 | 34 | 17 | 15 | 16 | 4 | 2 | 1 | 0 | 0         | 2,95   |

| Пол    | Укупно | Неожењен/Неудата | Ожењен/Удата | Удовац/Удовица | Разведен/Разведена | Непознато |
| ------ | ------ | ---------------- | ------------ | -------------- | ------------------ | --------- |
| Мушки  | 139    | 32               | 98           | 9              | 0                  | 0         |
| Женски | 149    | 18               | 99           | 30             | 2                  | 0         |
| УКУПНО | 288    | 50               | 197          | 39             | 2                  | 0         |

| Пол    | Укупно                    | Пољопривреда, лов и шумарство | Рибарство                            | Вађење руде и камена | Прерађивачка индустрија       |
| ------ | ------------------------- | ----------------------------- | ------------------------------------ | -------------------- | ----------------------------- |
| Мушки  | 76                        | 28                            | 0                                    | 0                    | 23                            |
| Женски | 53                        | 21                            | 0                                    | 0                    | 15                            |
| УКУПНО | 129                       | 49                            | 0                                    | 0                    | 38                            |
| Пол    | Производња и снабдевање   | Грађевинарство                | Трговина                             | Хотели и ресторани   | Саобраћај, складиштење и везе |
| Мушки  | 0                         | 6                             | 11                                   | 1                    | 3                             |
| Женски | 0                         | 0                             | 9                                    | 0                    | 0                             |
| УКУПНО | 0                         | 6                             | 20                                   | 1                    | 3                             |
| Пол    | Финансијско посредовање   | Некретнине                    | Државна управа и одбрана             | Образовање           | Здравствени и социјални рад   |
| Мушки  | 0                         | 0                             | 3                                    | 1                    | 0                             |
| Женски | 0                         | 1                             | 1                                    | 2                    | 3                             |
| УКУПНО | 0                         | 1                             | 4                                    | 3                    | 3                             |
| Пол    | Остале услужне активности | Приватна домаћинства          | Екстериторијалне организације и тела | Непознато            | Непознато                     |
| Мушки  | 0                         | 0                             | 0                                    | 0                    | 0                             |
| Женски | 1                         | 0                             | 0                                    | 0                    | 0                             |
| УКУПНО | 1                         | 0                             | 0                                    | 0                    | 0                             |